# Bismarck (football)
Pour les articles homonymes, voir Faria et Bismarck.
Bismarck Barreto Faria, plus connu sous le nom de Bismarck (né le 11 novembre 1969 à São Gonçalo, dans l'État de Rio de Janeiro) est un footballeur brésilien des années 1990.

## Biographie
En tant que milieu, Bismarck fut international brésilien à 13 reprises (1989-1990) pour un but inscrit. Dans les équipes inférieures, il participa à la Coupe du monde de football des moins de 16 ans 1985 et à la Coupe du monde de football des moins de 20 ans 1989, terminant les deux fois troisième du tournoi. Il fit partie des joueurs sélectionnés pour la Coupe du monde de football de 1990, mais il ne joua aucun match. Le Brésil fut éliminé en huitièmes.
Il joua pour des clubs brésiliens (CR Vasco da Gama, Fluminense FC et Goiás EC) et nippons (Verdy Kawasaki, Kashima Antlers et Vissel Kobe), remportant un championnat brésilien, cinq fois le campeonato carioca et plusieurs titres au Japon. Il arrêta sa carrière en 2003 avec le club de Vissel Kobe.

## Palmarès
- Coupe du monde de football des moins de 17 ans
  - Troisième en 1985
- Coupe du monde de football des moins de 20 ans
  - Troisième en 1989
- Championnat du Brésil de football
  - Champion en 1989
- Supercoupe du Brésil de football
  - Finaliste en 1990
- Campeonato carioca
  - Champion en 1987, en 1988, en 1992, en 1993 et en 2002
- Championnat du Japon de football
  - Champion en 1993, en 1994, en 1998, en 2000 et en 2001
  - Vice-champion en 1995 et en 1997
- Coupe du Japon de football
  - Vainqueur en 1996, en 1997 et en 2000
- Coupe de la Ligue japonaise de football
  - Vainqueur en 1993, en 1994, en 1997 et en 2000
  - Finaliste en 1996 et en 1999
- Supercoupe du Japon de football
  - Vainqueur en 1994, en 1995, en 1997, en 1998 et en 1999
  - Finaliste en 2001